# Svartälven
Svartälven är en skogsälv som flyter från sydvästra Dalarna genom västra Västmanland till östra Värmland. Efter Karlskoga byter Svartälven namn till Letälven och kallas slutligen Gullspångsälven. Svartälven är 125 km lång och avvattnar ett 2 440 km² stort område.
Älven börjar kallas Svartälven där Ärtälven och Yngtjärnsälven rinner samman i Äppelbo socken i Västerdalarna och har sina källor söder om Stora Kullsberget och öster om Moxkölen. 
Den flyter i sydlig riktning, först omkring 15 km på gränsen mellan socknarna Äppelbo och Rämmen samt genom östra delen av Färnebo härad, därefter omkring 10 km mellan Värmland och Västmanland och genom Grythytte och Hällefors samt Karlskoga bergslag. Den bildar sjöarna Torrvarpen (173 m ö.h.), Halvarsnoren (165 m ö.h.), Skärjen, Malmlången och Möckeln (18 km², 89 m ö.h.).
Sedan upptar den flera betydande tillflöden, såsom från öster Norr- och Sör-Älgens avlopp vid Grythyttan och deras tillflöden Sävälven och Mångsälven från Säfsnäs socken i Dalarna och från väster Rämsälven, Tvärälven samt Saxens avlopp. 
Omgivningarna är mycket brutna med många insjöar och låga, till största delen skogklädda kullar samt en mängd järnmalmsfält, som tillsammans med de många forsarna och fallen utgjorde förutsättning för de industrier som växte fram vid såväl huvudälven som vid dess tillflöden. De flesta har numera försvunnit. 